# WinDjView
WinDjView — свободная программа с открытым исходным кодом для просмотра файлов в формате DJV и DjVu. WinDjView работает под управлением операционной системы Windows.
WinDjView позволяет группировать страницы, вывести список страниц в виде иконок, корректировать яркость, контраст, цветовую гамму. Поддерживает создание закладок, поиск по тексту и экспорт документа в разных форматах.

## Возможности
Возможности программы, заявленные на официальном сайте:
- Поддержка всех распространённых версий Windows (от Windows XP до Windows 10). Старые версии Windows (98/ ME) поддерживают только версию 1.0.3.
- Вкладки для открытых документов, а также альтернативный режим открытия каждого документа в отдельном окне.
- Непрерывный и одностраничный режимы просмотра, возможность отображения разворота.
- Пользовательские закладки и аннотации.
- Поиск по тексту и копирование.
- Поддержка словарей, переводящих слова под указателем мыши.
- Список миниатюр страниц с настраиваемым размером.
- Оглавление и гиперссылки.
- Расширенные возможности печати.
- Полноэкранный режим.
- Режимы быстрого увеличения и масштабирования по выделению.
- Экспорт страниц (или части страницы) в BMP, PNG, GIF, TIF, TIFF, JPG и JPEG.
- Поворот страниц на 90 градусов влево или вправо.
- Масштаб: страница целиком, по ширине страницы, 100 % и пользовательский.
- Настройка яркости, контраста и гаммы.
- Режимы отображения: цветной, чёрно-белый, передний план, задний план.
- Субпиксельный рендеринг (визуально более чёткая отрисовка мелких деталей в чёрно-белом режиме)
- Навигация и скроллинг с помощью мыши или клавиатуры.
- Ассоциация программы с файлами в формате DjVu.
- Наличие русского и английского языка.